# Buitengerechtelijke afdoening
Buitengerechtelijke afdoening houdt in dat een strafbaar feit of een strafbare gedraging buiten de rechtsprekende macht wordt afgedaan door het Openbaar Ministerie. Vormen van buitengerechtelijke afdoening zijn bijvoorbeeld het voorwaardelijk sepot, de transactie, de schikking en de strafbeschikking (OM-beschikking). Inmiddels is de laatste, ingevoerd met de Wet OM-afdoening, de belangrijkste vorm van buitengerechtelijke afdoening. 
Het Openbaar Ministerie is de enige bevoegde instantie die strafzaken bij de strafrechter mag aanleveren en heeft daardoor een vervolgingsmonopolie. Het Openbaar Ministerie heeft gelet op het opportuniteitsbeginsel de vrijheid om zaken die zich lenen voor vervolging te selecteren uit het (totale) aanbod van strafzaken. Er kan vervolgens worden gekozen om niet te vervolgen (seponeren: sepot) of om wél te vervolgen. Tussen deze twee keuzen in staat het transactieaanbod. Het Openbaar Ministerie ziet bij een transactie af van vervolging als de zaak daarvoor geschikt is én als de verdachte aan bepaalde voorwaarden voldoet. 

## Voordelen
Er is een aantal voordelen voor een verdachte bij buitengerechtelijke afdoening. Allereerst neemt buitengerechtelijke afdoening in de meeste gevallen de onzekerheid bij de verdachte weg van een rechterlijke veroordeling. Ten tweede voorkomt het de nadelen van de vervolging, zoals de beschamende werking van het publiekelijk terechtstaan, verlies van goede naam of beurswaarde. Ook zijn er voordelen voor de overheid te vinden. De overheid heeft namelijk bij buitengerechtelijke afdoening een veel effectievere wijze van afdoen. Bij de effectievere wijze van afdoen is veelal sprake van ‘lik-op-stuk-aanpak’, hetgeen inhoudt dat de reactie snel volgt op de regelschending en de handhaving van de wet verbetert. Het gaat om een snel, slagvaardig optreden door het Openbaar Ministerie, buitengewoon opsporingsambtenaren of bestuursorganen en het adequaat bestraffen van overtredingen. Zulk een snelle aanpak kan zeer effectief zijn. Een derde voordeel betreft de efficiënte wijze van afdoen. Er zijn namelijk geringe kosten verbonden aan de aanpak waarbij gebruikgemaakt wordt van buitengerechtelijke afdoening.